# Girolamo Boncompagni

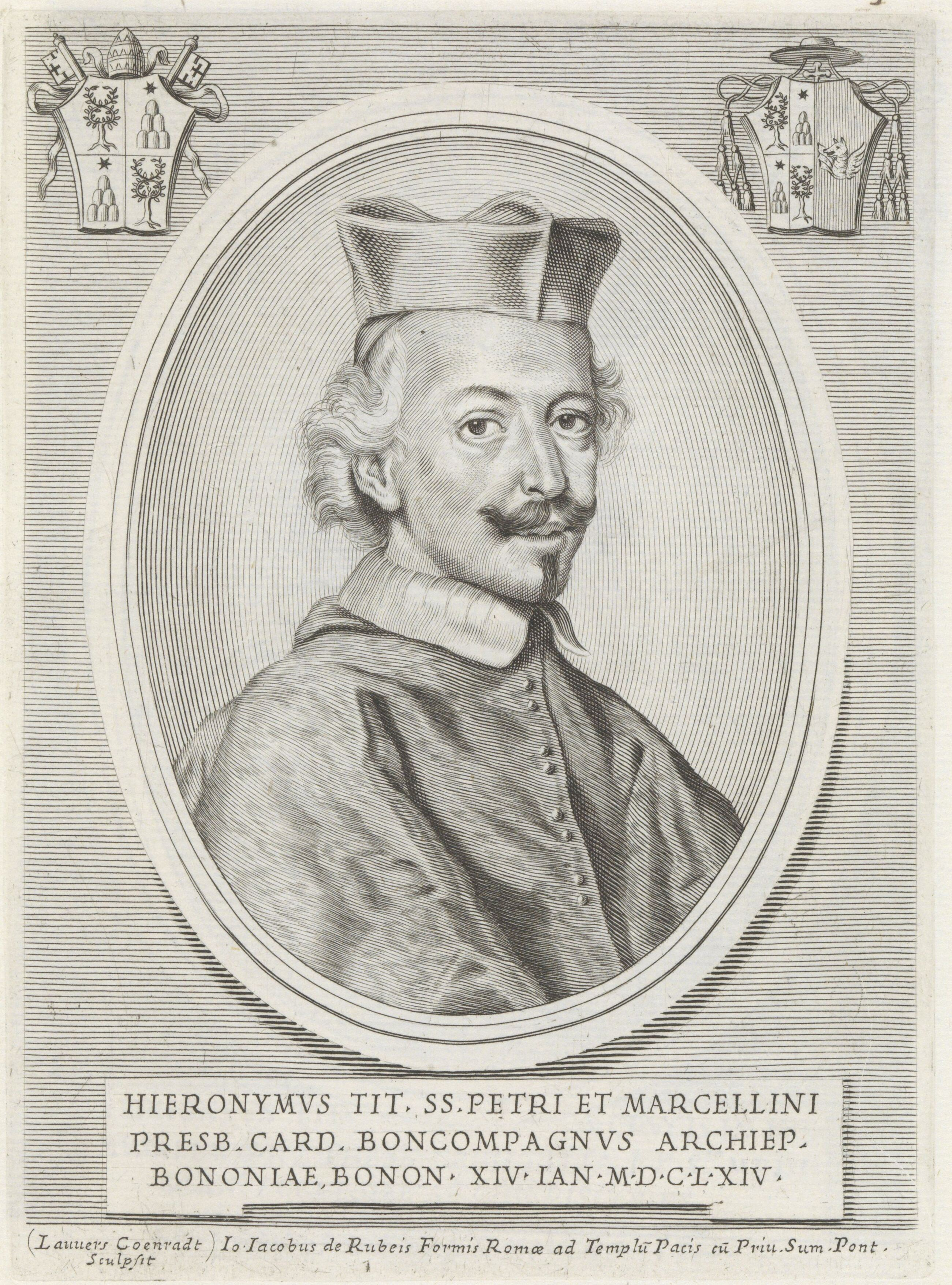
Girolamo Kardinal Boncompagni (Porträtstich von Conrad Lauwers, um 1670)

Girolamo Boncompagni (auch Girolamo Buoncompagni, * 23. März 1622 in Isola del Liri; † 24. Januar 1684 in Bologna) war Erzbischof von Bologna und Kardinal der Römischen Kirche.

## Leben
Girolamo Boncompagni stammte aus der adeligen Familie der Herzöge von Sora aus Bologna. Er war ein Großneffe des 1572 zum Kardinal erhobenen Filippo Boncompagni und Neffe von Kardinal Francesco Boncompagni. Später wurde er Onkel des Kardinals Giacomo Boncompagni, ebenfalls Erzbischof von Bologna.
Seine erste Ausbildung erhielt Girolamo Boncompagni durch seinen Onkel, Kardinal Francesco Boncompagni, Erzbischof von Neapel. Er wurde zum Doctor iuris utriusque promoviert. Im Jahre 1642 ging er nach Rom und trat dort 1647 in die Kurie ein, wo er bald päpstlicher Prälat wurde. Unter anderem war er Referendar am Gerichtshof der Apostolischen Signatur. Am 2. Oktober 1648 wurde er Sekretär der Ritenkongregation.
Am 11. Dezember 1651 wurde er, obwohl er noch nicht die Priesterweihe empfangen und auch nicht das kanonische Alter von 30 Jahren erreicht hatte, mit päpstlichem Dispens zum Erzbischof von Bologna gewählt. Die Bischofsweihe spendete ihm am 4. Februar 1652 Kardinal Niccolò Albergati-Ludovisi; Mitkonsekratoren waren Ranuzio Scotti, vormals Bischof von Borgo San Donnino, und Carlo Carafa, Bischof von Aversa. Vom 8. Juni 1660 bis 1664 war Girolamo Boncompagni Präfekt des Apostolischen Palastes und Gouverneur von Castelgandolfo.
Papst Alexander VII. erhob Boncompagni im Konsistorium vom 14. Januar 1664 zur Kardinalswürde und nahm ihn als Kardinalpriester in das Kardinalskollegium auf und verlieh ihm am 11. Februar desselben Jahres den Kardinalshut sowie die Titelkirche Santi Marcellino e Pietro. Kardinal Boncompagni nahm am Konklave 1667 teil, das Papst Clemens IX. wählte. Später nahm er am Konklave von 1669/70 teil, aus dem Clemens X. als Papst hervorging. Er war auch Teilnehmer des Konklave 1676, das Innozenz XI. zum Summus Pontifex wählte.
Kardinal Girolamo Boncompagni starb am 24. Januar 1684 abends in Bologna und wurde in der Kathedrale von Bologna beigesetzt; sein Neffe, Kardinal Giacomo Boncompagni, wurde später an seiner Seite bestattet.